# Pierre Jean Corneille Debreyne
Pierre Jean Corneille Debreyne, né le 7 novembre 1786 à Quaëdypre, dans le Nord (France), et mort le 28 août 1867  à Soligny-la-Trappe, dans l'Orne (France), est un prêtre et moine trappiste de la Grande-Trappe. Il était aussi docteur de la faculté de médecine de Paris et ancien professeur de médecine pratique.

## Biographie
Il s'est élevé avec vigueur contre les châtiments corporels infligés aux enfants, mais surtout parce qu'ils risquaient de leur communiquer ce que l'on appelait alors des « habitudes vicieuses ». On lit dans son Essai sur la théologie morale considérée dans ses rapports avec la physiologie et la médecine :

« La fustigation ou la flagellation, employée comme châtiment, peut avoir un résultat bien différent de celui que l'on en attend. Et en effet, cette exécution, nécessairement précédée de la dénudation, a fait souvent connaître, à certains signes non équivoques, que ce châtiment n'allait pas à son but. On a vu des enfants aimer et rechercher avec empressement ces sortes de corrections ; d'autres y ont trouvé le funeste secret de l'onanisme : une foule d'auteurs en rapportent des exemples que nous ne pouvons ni ne voulons reproduire ici. Nous nous bornerons à un seul fait fourni par M. le docteur Serrurier, qui le raconte en ces termes : « Un de mes condisciples de collège, dit-il, trouvait un plaisir indicible à se laisser fustiger : il cherchait toutes les occasions de manquer envers le professeur, qui jamais n'absolvait un coupable et le faisait toujours passer par les verges en le livrant à des individus chargés de cette ignoble fonction. Ce même condisciple m'a avoué qu'il regrettait de voir arriver la fin de la punition, parce qu'alors l'effet qu'il en attendait n'était pas complet. Aussi, qu'est-il résulté de cette affreuse découverte ? ce malheureux a pris l'habitude de la masturbation. Réduit à l'état de consomption le plus horrible par suite de la déperdition habituelle de la semence, il nous fut offert en spectacle, au moment de sa mort, comme un modèle de dépravation et comme un exemple du danger où l'on s'expose par cette coupable passion. »

Il fut sans doute un des derniers théologiens dogmatiques à avoir traité la question tératologigue. Il rompit avec la doctrine des procréations bestiales dans l'espèce humaine, non pour des raisons scientifiques (les espèces différentes ne sont pas interfécondes), mais parce que Dieu ne permettrait pas ces productions abominables nées de la confusion entre l'homme et les animaux.
Sa Moechialogie se termine par un traité d'embryologie théologique traitant du baptême des monstres. Selon lui on pouvait baptiser sans condition tout monstre sorti du sein d'une femme, quelque hideux qu'il pût être et quelle que fût sa ressemblance avec une bête. Il semble qu’il ait été le premier écrivain ecclésiastique qui ait tenté un rapprochement entre le dogme de l'Église et les enseignements de la science.